# Tumblelog
Tumblelog é uma variação de blog que favorece pequenos posts de diversos tipos de mídia. Formatos comuns de posts em tumblelogs são links, fotos, citações, diálogos e vídeo. Diferente de blogs, esse formato freqüentemente é usado para expor as criações, descobertas, ou experiências do autor sem o comentário dos leitores.
Anteriormente, a palavra "tumblelog" era usada para se referir aos microblogs, porém a denominação foi mudada quando os microblogs passaram a ter um enfoque ainda mais prático e curto sobre blogs.
O termo foi utilizado em sistemas como o Plurk, Jaiku, Blauk e Identi.ca, mas se popularizou com a criação da ferramenta de tumbleloging Tumblr, em 2007.
Os tumblelogs são descritos como um estilo de linklog, porém com algo além de apenas links, com posts curtos mas bem descritivos e objetivos, onde o blogueiro publica de forma ágil sobre o assunto tratado no blog, semelhante ao estilo "original" de blogging, quando ainda não havia muitas CMSs e o usuário fazia seu blog "à mão".